# Cheilopogon pinnatibarbatus californicus
Cheilopogon pinnatibarbatus californicus is een ondersoort van de straalvinnige vissen uit de familie van de vliegende vissen (Exocoetidae). De wetenschappelijke naam van de soort is voor het eerst geldig gepubliceerd in 1863 door Cooper.